# Parti socialiste roumain
Pour les articles homonymes, voir Parti de l'alliance.
Le Parti socialiste roumain (en roumain, Partidul Socialist Român, PSR) est un parti politique roumain créé en juillet 2003 sous le nom de Parti de l'alliance socialiste, membre du Parti de la gauche européenne. Son leader est Constantin Rotaru et sa couleur est le rouge. Il n'a ni député ni sénateur.
Il s'est formé à partir d'une aile du Parti socialiste du travail (PSM) qui refusait la fusion avec le Parti social-démocrate et voulait demeurer un parti marxiste. Le PSM refusant que son aille dissidente conserve le nom de PSM, le nouveau parti est devenu le PAS. Le Parti communiste roumain actuel non-enregistré (et qui a ultérieurement changé de nom au profit de Parti communautaire de Roumanie (en) pour être reconnu par les autorités) le considère comme un « pseudo-parti communiste », se considérant ainsi comme l'unique héritier du Parti communiste historique et de la mémoire de Nicolae Ceausescu.

## Résultats électoraux

### Élections parlementaires
| Année | Chambre des députés | Chambre des députés | Chambre des députés | Sénat  | Sénat | Sénat   |
| Année | Voix                | %                   | Mandats             | Voix   | %     | Mandats |
| ----- | ------------------- | ------------------- | ------------------- | ------ | ----- | ------- |
| 2012  | 2 331               | 0,03                | 0 / 412             | 2 171  | 0,03  | 0 / 176 |
| 2016  | 24 580              | 0,35                | 0 / 329             | 32 808 | 0,47  | 0 / 136 |
| 2020  | 19 693              | 0,34                | 0 / 330             | 23 093 | 0,37  | 0 / 136 |

### Élections présidentielles
| Année | Candidat          | 1er tour | 1er tour | 1er tour | 2d tour | 2d tour | 2d tour |
| Année | Candidat          | Voix     | %        | Rang     | Voix    | %       | Rang    |
| ----- | ----------------- | -------- | -------- | -------- | ------- | ------- | ------- |
| 2009  | Constantin Rotaru | 43 684   | 0,44     | 9/12     | -       | -       | -       |
| 2014  | Constantin Rotaru | 28 414   | 0,3      | 13/14    | -       | -       | -       |

### Élections européennes
| Année | %                     | Mandats | Rang | Groupe |
| 2007  | 0,5                   | 0 / 33  | 13e  |        |
| 2009  | Ne s'est pas présenté |         |      |        |
| 2014  | 0,2                   | 0 / 33  | 21e  |        |
| 2019  | 0,4                   | 0 / 34  | 14e  |        |
| ----- | --------------------- | ------- | ---- | ------ |